# ガブリエル・デュポン

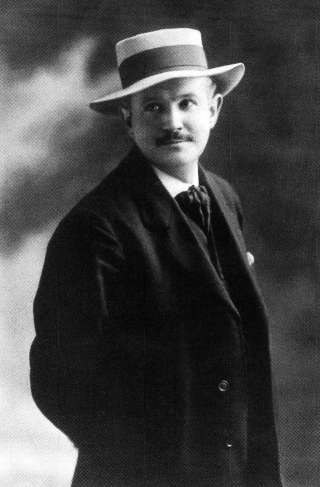
ガブリエル・デュポン

ガブリエル・エドゥアール・グザヴィエ・デュポン（Gabriel Édouard Xavier Dupont, 1878年3月1日 カーン - 1914年8月1日 ル・ヴェジネ）はフランスの作曲家。ドビュッシーの愛人だったガブリエル・デュポン（Gabrielle Dupont）とは別人。

## 生涯
リセ・マレルブの教授でカーンのサンテティエンヌ教会のオルガニストだった父親から、基礎教育を受けた。2人の兄はいずれも芸術家の道を歩んでおり、ギメ美術館の司書となったモーリスは文学者・東洋学者で、ラ・サルトやブルターニュの風景画家となったロベール（1873年 - 1949年）はパリの市庁舎の公式画家となった。
15歳でパリ音楽院に進学して和声法をトードゥに、対位法をアンドレ・ジェダルジュに、作曲をジュール・マスネに師事。1895年にアレクサンドル・ギルマンにオルガンを、1897年から1903年までシャルル＝マリー・ヴィドールにも作曲を師事。
兵役に就きながら1901年のローマ大賞に向けて準備するが、アンドレ・カプレに敗れて2位に甘んじた（3位はモーリス・ラヴェル）。歌劇《ラ・カブレラ》（La Cabrera）によりソンゾーニョ作曲コンクールの覇者となり、スカラ座とその後のオペラ＝コミック座での上演によって非常に有名になった。この他に3つの歌劇を作曲している。ジャン・リシュパン原作によるブルトン語メロドラマの《グリュ》（Glu）（1909年）、《風呂場の笑劇》（La Farce du cuvier、1911年）、そして異国趣味を打ち出した《アンタール》（Antar、1912年～14年）である。《アンタール》は作曲者没後の1921年3月にオペラ座で初演された。なお、『アンタール』の成功により、デュポンの知名度は高まったという。
デュポンは優れたピアニストでもあったので、10曲からなるピアノ曲集《砂丘にある家 La maison dans les dunes 》を作曲（1908年 - 1909年）、1910年6月3日にサル・プレイエルにてモーリス・デュメニルによって初演された。
結核により他界。ル・ヴェジネの墓地の見晴らしの良い場所に墓碑銘が置かれている。
音源・作品一覧・参考書籍については仏語版を参照のこと。